# Târnăveni
Târnăveni (fino al 3 maggio 1941 Diciosânmartin, in dialetto sassone Mierteskirch, in ungherese Dicsőszentmárton ,  anticamente in tedesco Martinskirch successivamente Sankt Martin) è un municipio della Romania di 26504 abitanti, ubicato nel distretto di Mureș, nella regione storica della Transilvania.
Fanno parte dell'area amministrativa anche le località di Bobohalma, Botorca e Cuștelnic.
Târnăveni si trova sulle rive del Târnava Piccolo, a 42 km da Târgu Mureș.
La popolazione è costituita per il 72% circa da romeni e per il 20% circa da ungheresi, mentre consistente è la presenza Rom, pari all'8% circa degli abitanti.

## Storia
Ricerche archeologiche effettuate agli inizi del XX secolo hanno dimostrato la presenza di insediamenti umani molto antichi: in particolare nel 1921 vennero ritrovati i resti di un insediamento del Neolitico e, a livelli superiori, furono ritrovate 135 monete di epoca Romana e due oggetti sferici in argento.
Il primo documento che cita la località, con il nome di  terra Dychen Sent Marton, è un atto del 1279 trattante di proprietà terriere nella zona.
Tra i primi del XIX secolo ed il 1918, quando la Transilvania si unì alla Romania, Târnăveni fu un centro amministrativo del Regno d'Ungheria e dell'Impero austro-ungarico. Durante la Rivoluzione del 1848-49, la città resistette al Governo rivoluzionario ungherese e fornì truppe all'esercito di Avram Iancu.
Dopo il 1866 si alternò come capoluogo del comitato di Kis-Küküllő con le città di Küküllővár (oggi Cetatea de Baltă) e di Erzsébetváros (oggi Dumbrăveni). Questo periodo segnò un'evoluzione della struttura urbanistica della città, con la costruzione di molti edifici pubblici.
La svolta più consistente allo sviluppo economico di Târnăveni venne ai primi del XX secolo dalla scoperta e sfruttamento dei giacimenti di metano nella zona circostante, che favorirono l'insediamento di industrie, soprattutto del settore chimico, in particolare dopo la fine della prima guerra mondiale ed il passaggio della Transilvania alla Romania. Di rilievo il fatto che il metano venne fornito alle abitazioni private della città fin dal 1915.
L'industria chimica, fortemente sviluppata durante il regime comunista, è tuttora una delle attività principali della città, anche se l'attività più nota a livello internazionale è una grande fabbrica di bottiglie ed altri prodotti in vetro, in gran parte esportati.
Târnăveni ha ottenuto lo status di municipio il 5 novembre 1998.

## Monumenti e luoghi d'interesse
Di un certo interesse nella città sono:
- Il Museo Storico, aperto nel 1962, che ospita sezioni di archeologia, etnografia, scienze naturali e numismatica
- La chiesa unitariana, costruita in stile gotico nel XIII secolo e rimaneggiata, soprattutto internamente, nel 1599, che ospita un'importante collezione di arredi sacri, tra cui una coppa d'argento del 1636, un piatto d'argento coevo ed una campana del 1678.
- La cattedrale ortodossa della SS. Trinità, costruita nel 1939-40
- La chiesa di San Giorgio (Sfântul Gheorghe)
- La chiesa cattolica romana

## Amministrazione

### Gemellaggi
- Ungheria Hajdúszoboszló
- Francia Ronchin